# Eumathes colombicus
Eumathes colombicus là một loài bọ cánh cứng trong họ Cerambycidae.